# Zapovednik

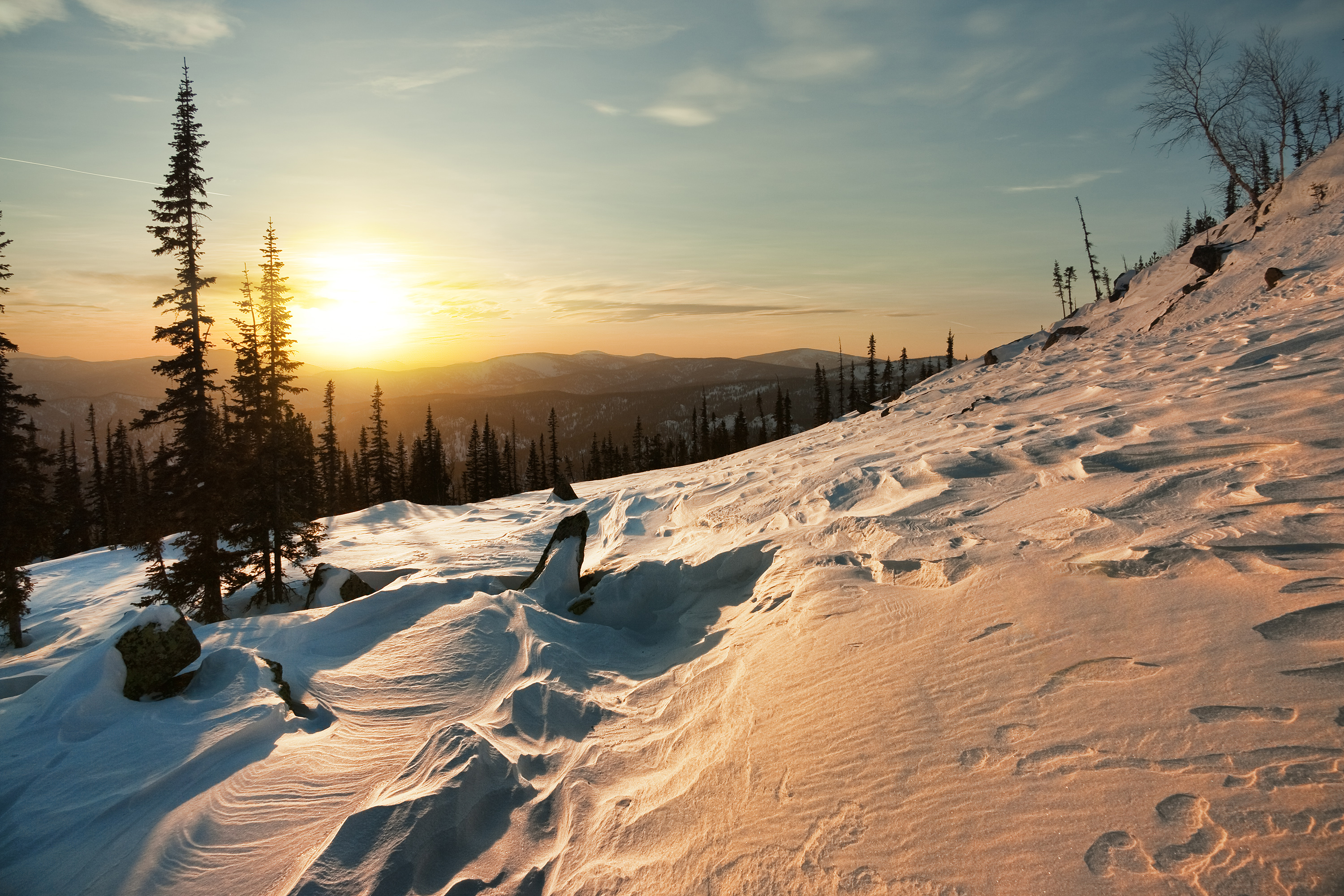
Een berghelling in Zapovednik Koeznetski Alataoe, een zapovednik in het zuidoosten van West-Siberië.

Een zapovednik (Russisch: заповедник; letterlijk: natuurreservaat) is het meest strikte soort natuurreservaat in Rusland en enkele andere landen van de voormalige Sovjet-Unie waarmee het tevens het belangrijkst is voor de biodiversiteit binnen Rusland.

## Geschiedenis

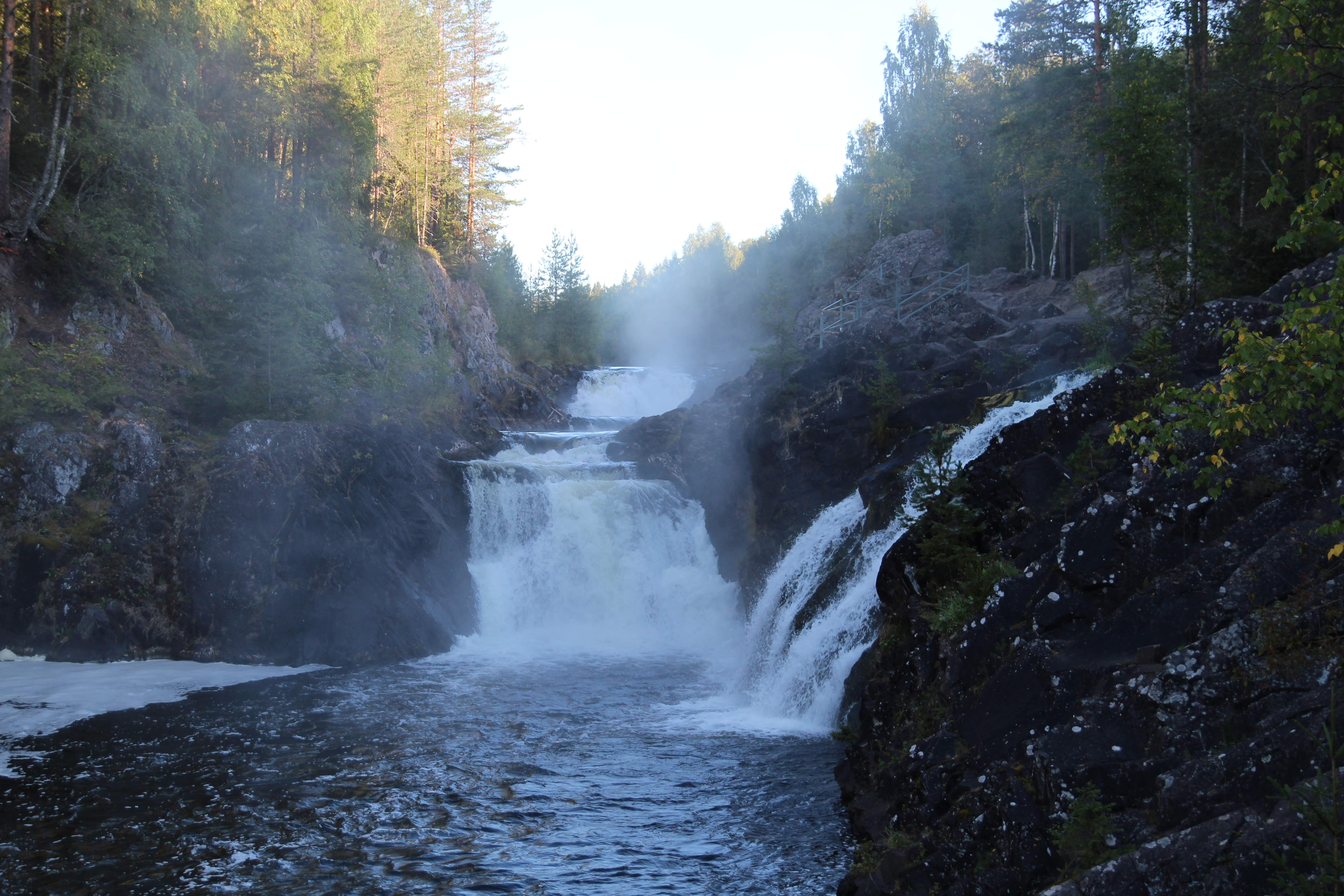
Een waterval in Zapovednik Kivatsj, een zapovednik gelegen in de Russische deelrepubliek Karelië.

De eerste zapovednik werd opgericht in 1916. De oorsprong van deze natuurparken lag bij de Russische adel van voor de Russische Revolutie van 1917 die op hun eigen land vaak grote jachtpartijen organiseerden. Hiervoor werd er op sommige tijden, zoals het broedseizoen niet gejaagd, om de jachtpopulaties in stand te houden, om ook in de toekomst verzekerd te zijn van voldoende wild.
Zapovedniks werden vaak opgericht om een stukje van een bepaald type ecosysteem of landschap te conserveren en vooral te beschermen tegen, met name menselijke, invloeden van buitenaf. In mindere mate werden ook zapovedniks opgericht om broed- cq. voortplantingsgronden en/of overwinteringsgronden van een bepaalde diersoort te beschermen. Op 16 september 1921 werd door Vladimir Lenin de officiële status van de zapovedniks vastgelegd. Na de vastlegging van deze status groeide het aantal zapovedniks vooral in Europees Rusland snel en rond 1951 waren er in totaal 128 met een totale omvang van ongeveer 12 miljoen hectare. Door Jozef Stalin werd deze aanvankelijke groei echter een halt toegeroepen toen hij besloot om de zapovedniks voortaan in dienst van de wetenschap te stellen om deze 'nutteloze natuur' om te vormen tot 'bruikbare stukken land voor de economie'. In 1952 werd de totale oppervlakte van de zapovedniks gereduceerd met meer dan 70% van de oppervlakte tot 1,5 miljoen hectare. Na de dood van Stalin werden veel van deze gebieden langzaam weer terug omgevormd naar zapovedniks, maar vaak niet voordat ze eerst waren blootgesteld aan grootschalige houtkap, mijnbouw of op een andere manier waren gedegradeerd. Pas rond het midden van de jaren 80 was het niveau weer op dat van 1951.
Binnen Rusland bevinden zich nu ongeveer 100 zapovedniks (101 in 2001) met een totale oppervlakte van ongeveer 340.000 km² (ongeveer 1,4% van Rusland), waarvan 65.000 km² zeegebied, die in meer of mindere mate worden beschermd door lokale natuurbeschermingsorganisaties en lokale of regionale overheden. Na het uiteenvallen van de Sovjet-Unie en de rampzalige economische malaise die dit veroorzaakte, is deze bescherming weleens tekortgeschoten. Meldingen over houtkap, begrazing en industriële activiteiten zijn sindsdien groter geworden. Buiten Rusland zijn er nog ongeveer 75 zapovedniks in Armenië, Azerbeidzjan, Georgië, Kazachstan, Kirgizië, Moldavië, Oekraïne, Oezbekistan, Tadzjikistan, Turkmenistan en Wit-Rusland. In totaal beslaan de zapovedniks 1,6% van dit totale gebied.

## Beheer
De meeste zapovedniks worden beschermd aan de buitenzijde door een 2 kilometer brede zone waar geen activiteiten mogen plaatsvinden, afgezien van jagen en vissen. Door geldtekorten laten enkele zapovedniks soms wel toeristen toe in bepaalde gedeelten van zapovedniks, om maar wat geld te verdienen waarmee een reservaat kan worden onderhouden. De federale en regionale overheden hebben namelijk veel te weinig geld om alle zapovedniks naar behoren te onderhouden. De zapovedniks worden onder andere ondersteund door buitenlandse natuurbeschermingsorganisaties, VN-organisaties, multinationale ondernemingen (PricewaterhouseCoopers en British American Tobacco), de Nederlandse en Zwitserse ambassade in Rusland en de Europese Unie.
Een groot aantal zapovedniks heeft een permanent wetenschappelijk onderzoeksstation. Hiervoor is echter niet altijd genoeg geld.

## Bestuur
De zapovedniks worden gecoördineerd door de staatsdienst voor natuurbescherming, die onderdeel is van het Ministerie van Natuurlijke Hulpbronnen. Daarvoor werden ze bestuurd door het Staatscomité voor milieubescherming (Goskomekologia). Onder deze staatsdienst staat de Bestuursdivisie voor Natuurreservaten die het eigenlijke beheersbeleid vormgeeft voor de verschillende zapovedniks. Doordat deze organisatie onderbezet en onvoldoende voorbereid was voor een goede beleidsvoering voor alle zapovedniks, hebben veel individuele directeuren van zapovedniks in een reactie daarop zelf maar het management in handen genomen en zijn op zoek gegaan naar (inter)nationale partners en donoren voor het ondersteunen van hun beleid en organiseren soms ecotours om hun personeel maar te kunnen betalen en hun wetenschappelijk onderzoek voort te kunnen zetten. Een gemiddelde 'zapovednik heeft de beschikking over ongeveer 40 tot 80 man personeel en naast een directeur ook twee onderdirecteuren die het wetenschappelijk onderzoek en de wetgeving met betrekking tot de betreffende zapovednik overzien.
Van de 340.000 km² wordt ongeveer 41.000 km² bestuurd door de Russische Academie van de Wetenschappen.

## Zapovedniks en andere vormen van natuurbescherming in Rusland

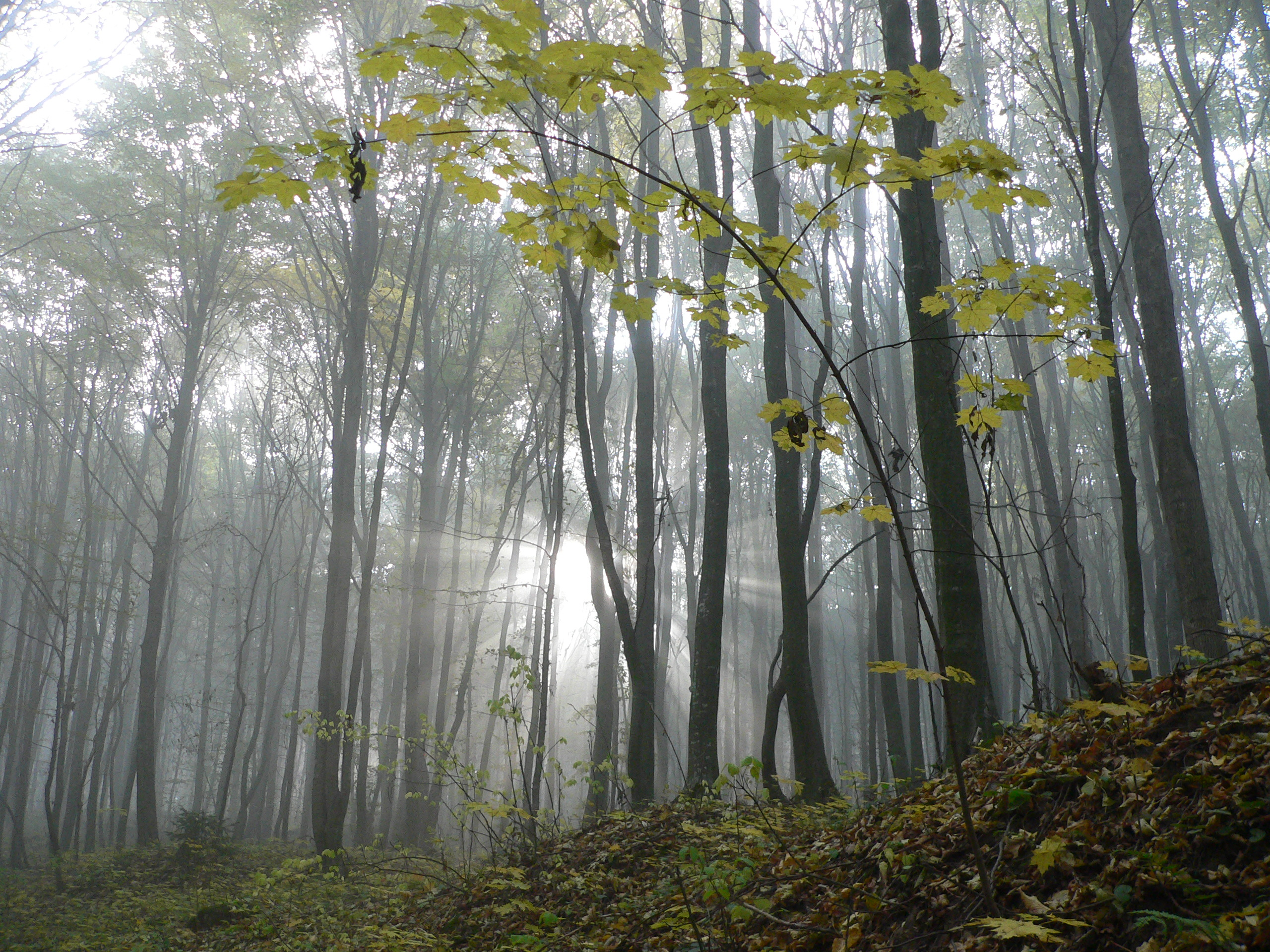
Een loofbos in Zapovednik Medobory van Oekraïne.

Zapovedniks staan bij de IUCN onder categorie 1a (striktste definitie). Bij deze categorie beslaan ze ongeveer 40% van het totaal.
Omdat zapovedniks veel activiteiten verbieden, is het in sommige gebieden moeilijker om ze te vestigen of uit te breiden. Hierom wordt de laatste jaren steeds meer gezocht naar andere flexibelere vormen van natuurbescherming, zoals zakazniks, natuurmonumenten (Pamyatniki prirody), nationale parken, territoria met traditioneel natuurlijk gebruik (gebieden waar inheemse volkeren wonen), natuurparken, private natuurreservaten (NGO's of samenwerkingsverbanden) en "verboden bossen", al wordt de laatste nauwelijks beschermd. Veel van deze varianten zijn bovendien nog niet zo oud en daarom nog niet volledig beschermd door wetgeving. Een laatste categorie vormen de internationale UNESCO Werelderfgoedgebieden, die alhoewel niet beter beschermd, toch van groot belang zijn omdat ze toeristen aantrekken en daarmee de overheid aanzetten om ze beter te beschermen.